# Eria shanensis
Eria shanensis är en orkidéart som beskrevs av George King och Robert Pantling. Eria shanensis ingår i släktet Eria och familjen orkidéer.
Artens utbredningsområde är Burma. Inga underarter finns listade i Catalogue of Life.